# Neokonzervatismus
Neokonzervatismus (anglicky neoconservatism nebo neoconservativism) je politický směr, který se zrodil v 60. letech 20. století v USA jako opozice vůči pacifistickému přístupu k vietnamské válce tehdy prosazovaným novou levicí a kontrakulturou.

## Neokonzervativci vdobě studené války

### Neokonzervativní myšlení
Samotné označení neokonzervatismus pochází od jejich ideových oponentů. Za autora termínu je považován americký politik, spisovatel a demokratický socialista Michael Harrington. Neokonzervatismus jako hnutí se historicky začalo prvně prosazovat zejména mezi newyorskými intelektuály, kteří v té době navštěvovali City College of New York. Jednalo se o levicově smýšlející antikomunisty, kteří ovšem vystupovali proti změnám v Demokratické straně, liberalizaci společnosti v 60. letech a vzestupu nové levice a kontrakultury. Zejména se stavěli proti pacifistickému přístupu v zahraniční politice (tehdy probíhající válce ve Vietnamu) a naopak podporovali intervencionismus. Tito dříve levicově smýšlející lidé pak povětšinou začali podporovat Republikánskou stranu. Jedním z těchto lidí byl například Irving Kristol, který je některými považovaný za „kmotra neokonzervatismu“.
Hlavní body neokonzervativního myšlení vymezil na konci 70. let Irving Kristol ve své eseji Confessions of a True, Self Confessed-Perhaps the Only Neoconservative. Přiznává zde sice, že vztahy s ostatními konzervativci jsou nelehké, nicméně nemusí být nutně nepřátelské. V osmi bodech vyzdvihuje jednak důležitou roli tržní ekonomiky, rodiny a náboženství ve společnosti. Vedle toho kritizuje politický utopismus coby „mor pro společnost“ a naopak vyzdvihuje pragmatismus. Vytýká liberalismu neustálé zasahování do ekonomiky a naopak benevolenci v sociálních a morálních otázkách.
S klasickými konzervativci mají tedy neokonzervativci společné důrazy na tradiční hodnoty jako rodina, vzdělání a tradiční morálka, ovšem neodmítají ani státní zásahy přinášející podporu těchto hodnot. Důležitým prvkem jejich úvah je právě hledání optimálního bodu státní podpory „pozitivních vlastností”. Tedy například určení podpory státu v nezaměstnanosti tak, aby nebyla příliš vysoká a stimulovala tak občana k hledání zaměstnání, přitom ho ovšem nenechávala „na pospas”. Nebo nacházení bodu, kdy přerozdělování státních příspěvků začíná narušovat hospodářský růst. Jako základní hnací prvek úspěšné společnosti vnímá prosperitu, která má však být pouze prostředkem k rozvíjení vyšších cílů jako kultura, vzdělání, osobní rozvoj či náboženství.
Jedná se o pestrou skupinu z hlediska náboženského smýšlení. Mezi těmi, kteří jsou či byli řazeni mezi neokonzervativce, najdeme vedle lidí židovského původu také křesťany z katolického (Michael Novak, Richard Neuhaus či George Weigel) i z protestantského prostředí (Jeane Kirkpatricková a Peter L. Berger).

### Neokonzervativci vpolitice
Jeden ze zakladatelů a čelný představitel tohoto směru, Norman Podhoretz, však upozorňuje, že myšlenkové podhoubí původně tvořili spíše členové Demokratické strany. V politice bývá za otce neokonzervativců považován demokratický senátor Henry „Scoop“ Jackson, který byl zastáncem tvrdé linie vůči Sovětskému svazu a kritikem politiky détente. Řada z těchto někdejších demokratů však zejména po nástupu Ronalda Reagana postupně přešla k republikánům.
Směřování Demokratické strany v 70. letech však znamenalo pro neokonzervativce zklamání. Nejprve v roce 1972 kandidoval v prezidentských volbách za demokraty ultraliberál a izolacionista George McGovern, který byl odpůrcem války ve Vietnamu a požadoval jednostranné stažení všech amerických jednotek ze zahraničí. Dalším zklamáním pro ně bylo i období vlády dalšího demokrata Jimmyho Cartera. Na jeho politice nejvíce kritizovali jeho toleranci počínání totalitních komunistických států na straně jedné a naopak tvrdě vystupování vůči nedemokratickým režimům nakloněným Americe na straně druhé. Zmíněná deziluze měla za následek, že většina lidí označovaných za neokonzervativce postupně přešla k republikánům a podporovala politiku republikána Ronald Reagana. Spolu s ostatními konzervativci sice sdíleli neokonzervativci společný cíl zničení komunismu, neokonzervativci ale spojovali svůj boj proti komunismu s šířením demokracie a lidských práv, což je zákonitě řadilo spíše nalevo od ostatních konzervativců. Rok 1989 přinesl splnění cíle neokonzervativců a konec studené války znamenal tak konec první generace neokonzervativců, která poté postupně splynula s konzervativním mainstreamem.

## Neokonzervativci po skončení studené války
Po skončení studené války můžeme hovořit o „neokonzervativcích druhé generace“. Zkušenost s první válkou v Perském zálivu měla za následek, že se pozornost neokonzervativců začala přesouvat na Blízký východ. V lednu 1998 vyzvali nejvlivnější neokonzervativci tehdejšího prezidenta Billa Clintona v otevřeném dopise k tvrdšímu postupu vůči Iráku, porušujícímu podmínky OSN a svržení Saddáma Husajna. Tehdejší politika uplatňovaná vůči iráckému diktátorovi podle nich selhala, protože neumožňovala efektivní kontrolu chemických a biologických zbraní hromadného ničení. Jejich vlastnictví mělo mít destabilizující vliv na celou oblast Blízkého východu, zvláště Izrael a americké spojence v regionu. Pod výzvou byli podepsáni mimo jiné Elliott Abrams, John Bolton, Francis Fukuyama, Robert Kagan, William Kristol, Richard Perle, Donald Rumsfeld, Paul Wolfowitz a Robert B. Zoellick. Jejich volání po útoku se nedočkalo kladné odezvy.
Ani jeho nástupce George W. Bush neměl původně v úmyslu vést příliš intervencionistickou zahraniční politiku. Ve své předvolební rétorice se dokonce vymezoval vůči nadměrnému počtu tzv. „humanitárních misí“ za vlády Billa Clintona, a sliboval proto více „pokornou“ zahraniční politiku. Obrat nastal po událostech 11. září v roce 2001. S mnohem příznivější odezvou se setkal další dopis od nekonzervativních intelektuálů v čele s Williamem Kristolem, v němž kromě dopadení Usámy bin Ládina, boji s Hizballáhem a podporou Izraele nechyběla ani výzva k podpoře irácké opozice a svržení iráckého diktátora. To v roce 2003 vyústilo invazí do Iráku a svržením Saddáma Husajna. Nepopularita této války v očích americké veřejnosti se nicméně projevila postupnou ztrátou jejich vlivu v Bushově administrativě, zejména po kongresových volbách v roce 2006, které republikáni prohráli, což vyústilo v odstoupení jednoho z jejich hlavních představitelů, Donalda Rumsfelda, z čela resortu obrany. Bushova administrativa a její invaze do Iráku je v současnosti chápana jako dosavadní vrchol neokonzervativního vlivu na americkou politiku.

## Kritika neokonzervatismu
Vlivem důsledného antikomunismu a odmítání politiky ústupků Sovětskému svazu získali především v některých levicových kruzích pověst podporovatelů zbrojení a americké hegemonie vůbec a kritizováni byli v posledních několika letech především v souvislosti s invazí do Iráku. Z podobných důvodů jsou kritizováni také na pravici, a to zejména z řad paleokonzervativců, kteří prosazují spíše zdrženlivou či dokonce izolacionistickou zahraniční politiku. Mezi další prominentní kritiky lze zařadit i libertariány v čele s Ronem Paulem, které k jejich postojům vede jednak všeobecný odpor k jakémukoli státnímu intervencionismu, ať v ekonomice, společenských otázkách či zahraniční politice, ale také jejich deklarovaný pacifismus.

## Představitelé

### Politici
- Rudy Giuliani
- Tom Cotton
- Paul Wolfowitz
- Richard Perle
- John Bolton
- Eliot A. Cohen

### Akademici
- Robert Kagan
- Francis Fukuyama (do roku 2006)
- Victor Davis Hanson
- Nathan Glazer

### Veřejně činní intelektuálové
- Irving Kristol
- William Kristol
- Michael Novak
- Richard Neuhaus
- Norman Podhoretz
- John Podhoretz
- Charles Krauthammer
- Jennifer Rubin
- Michael Rubin
- Ben Shapiro
- Douglas Murray
- George Weigel